# Seagull (gitaar)

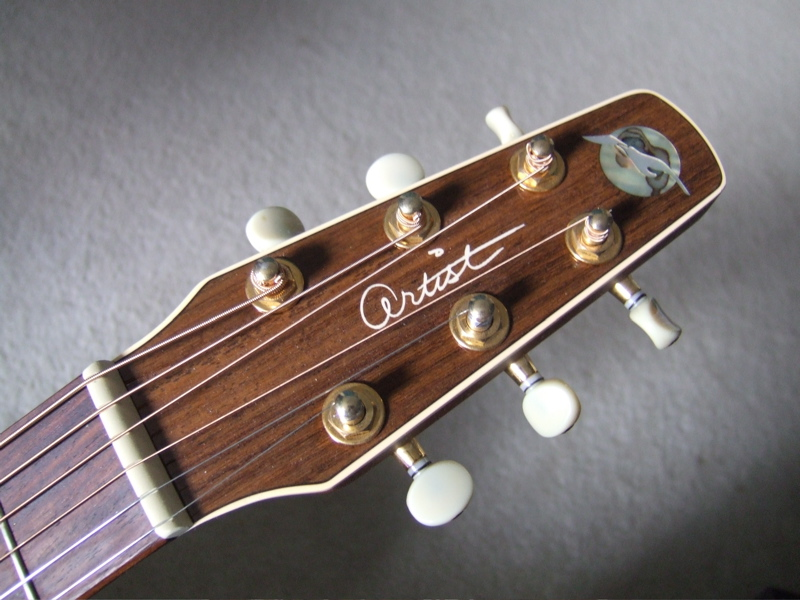
Kop van een Seagull-gitaar

Seagull is een Canadees merk van gitaren, voornamelijk staalsnarige gitaren en 12-snarige gitaren. Het merk bestaat sinds 1982 en werd opgericht door Robert Godin in La Patrie in Quebec. Het merk richt zich op het vervaardigen van handgemaakte gitaren voor een gemiddelde prijsklasse (500 à 1000 euro).
De gitaren van Seagull hebben zonder uitzondering een bovenblad uit één stuk (de zogenaamde solid top), vervaardigd uit lokaal gewonnen hout, zoals spar of ceder. Het achterblad en zijbladen van de basismodellen zijn van kersenhout, eveneens uit Canada, terwijl de duurdere modellen mahonie, esdoorn of palissander gebruiken. De hals is vervaardigd uit mahonie uit Honduras of lokale esdoorn.
Een populair model is de S6, die onder meer door de Belgische muzikant Milow gebruikt wordt. De Engelse singer-songwriter James Blunt is een andere bekende adept van Seagull en figureert sinds 2006 in advertenties van het merk.